# 沃格納站 (印地安納州)
沃格納站（英語：Wagner Station）是位於美國印地安納州諾克斯縣的一個非建制地區。該地的面積和人口皆未知。